# Bouwval Gezocht

Bouwval Gezocht is een woonprogramma dat vanaf 24 juni 2006 in de woonavond van RTL 4 wordt uitgezonden.
In het begin ging het om een Nederlandstalige versie waarbij per aflevering één metamorfose wordt gevolgd met als presentator Peter van der Vorst waar bij de bouwdeskundige Bob Sikkes advies geeft.
Na de Nederlandse versie is RTL 4 begonnen met het uitzenden van de originele Britse versie. Deze versie heet Property Ladder en werd daar uitgezonden door Channel 4.
In 2016 maakte RTL 4 bekend een nieuw seizoen te gaan maken dat in januari 2017 werd uitgezonden. Natasja Froger nam de presentatie vanaf dit seizoen over.